# Родригес, Дуглас
Дуглас Родригес (исп. Douglas Rodríguez; 3 июня 1950 — 21 мая 2012, Гавана, Куба) — кубинский боксёр, бронзовый призёр Олимпийских игр в Мюнхене (1972) во втором наилегчайшем весе.
На летних Играх в Мюнхене (1972) стал третьим в весовой категории до 51 кг, проиграв в полуфинале угандийцу Лео Рвабвого.
В 1974 году участвовал в первом чемпионате мира в Гаване и стал победителем, выиграв 4 боя по очкам. В весе до 51 кг в 1/8 финала победил по очкам Klaus Gertenbach из ГДР, в четвертьфинале поляка Лешека Борковского, в полуфинале — советского боксёра Владислава Засыпко, в финал со счётом 4:1 одолел Alfredo Perez (Венесуэла).
Бронзовый призёр Панамериканских игр в колумбийском Кали (1971).